# Raja maderensis
Raja maderensis és una espècie de peix de la família dels raids i de l'ordre dels raïformes.

## Morfologia
- Els mascles poden assolir 85 cm de longitud total.[6][7]

## Reproducció
És ovípar i els ous tenen com a banyes a la closca.

## Alimentació
Menja animals bentònics.

## Hàbitat
És un peix marí i d'aigües profundes (33°N-31°N) que viu fins als 500 m de fondària.

## Distribució geogràfica
Es troba a l'oceà Atlàntic oriental: és un endemisme de Madeira.

## Observacions
És inofensiu per als humans.